# Metropolia di Prusa

Mappa delle sedi metropolitane del patriarcato di Costantinopoli in Anatolia attorno al 1880.

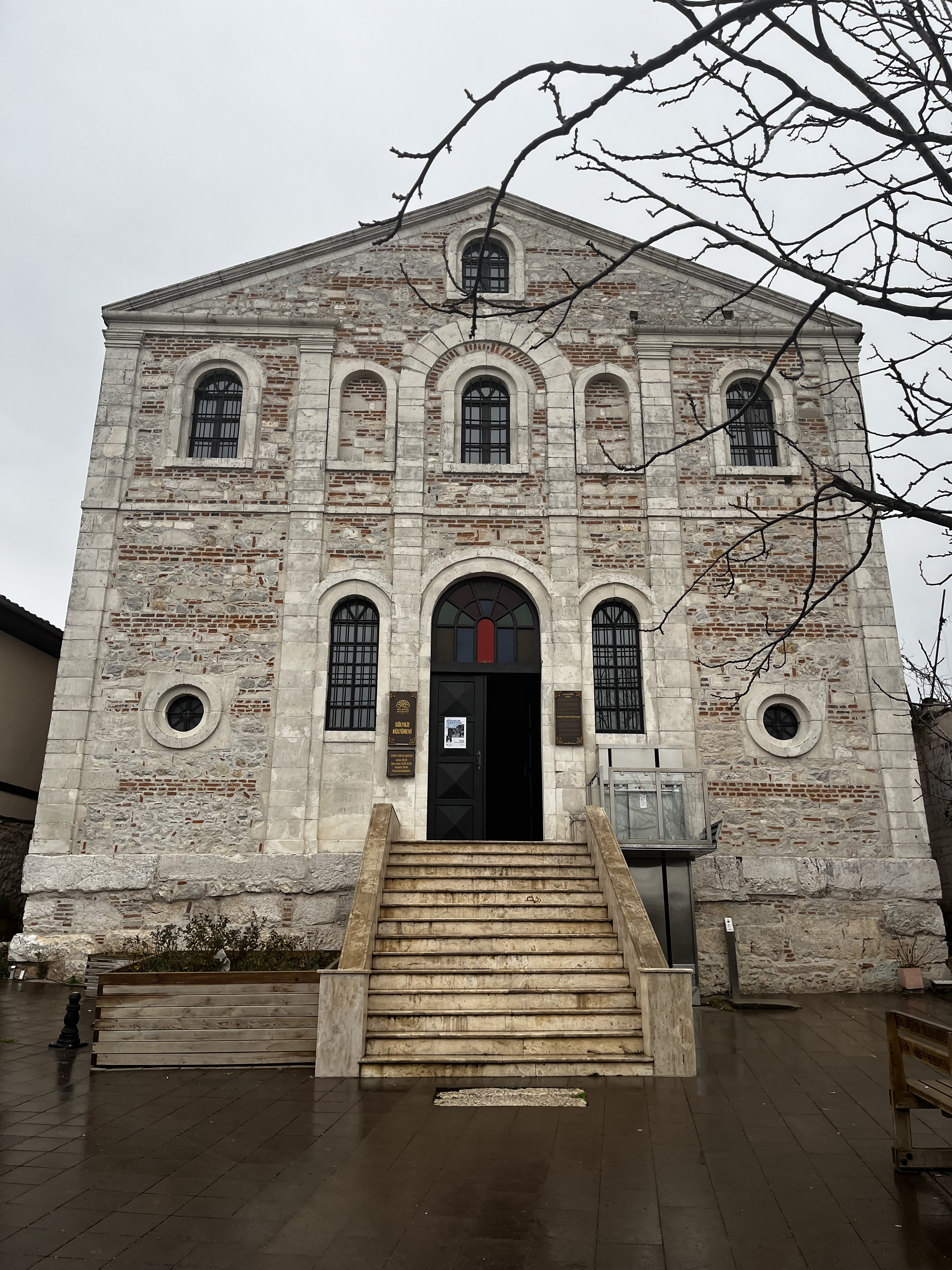
La chiesa di San Pantaleone, a Gölyazı (distretto di Nilüfer), restaurata e riaperta al culto.

La metropolia di Prusa è una diocesi del patriarcato di Costantinopoli (in greco Μητρόπολις Προύσης?, Mitrópolis Proúsis).

## Storia
Prusa, corrispondente alla città di Bursa nell'odierna Turchia, è un'antica sede vescovile della provincia romana di Bitinia nella diocesi civile del Ponto. Faceva parte del patriarcato di Costantinopoli ed era suffraganea dell'arcidiocesi di Nicomedia.
Le tradizioni agiografiche greche e latine riportano i nomi di due santi vescovi di Prusa, Alessandro e Patrizio, entrambi morti martiri; il primo è ricordano nel menologio greco alla data del 9 giugno; il secondo nel martirologio romano alla data del 28 aprile.
La sede è documentata in tutte le Notitiae Episcopatuum del patriarcato fino al XV secolo, inizialmente come suffraganea  di Nicomedia e poi, nel XIII secolo, come sede metropolitana senza suffraganee.
Il primo vescovo documentato dalle fonti storiche è Esichio, che fu tra i padri del primo concilio ecumenico celebrato a Nicea nel 325. Segue il santo vescovo Timoteo, che secondo la tradizione cristiana avrebbe subito il martirio all'epoca dell'imperatore Flavio Claudio Giuliano (361-363) e che è ricordato nel martirologio romano alla data del 10 giugno. Eustazio e Pietro parteciparono ai concili ecumenici di Costantinopoli nel 381 e di Efeso nel 431.
Stefano sottoscrisse il decreto sinodale di Gennadio I di Costantinopoli contro i simoniaci nel 458/459 circa. Teoctisto e Policronio parteciparono ai concili ecumenici rispettivamente nel 553 e nel 680. Teodoro assistette al secondo concilio di Nicea nel 787. Nella prima metà del IX secolo sono noti due vescovi, Leone e Giovanni, che vissero nei momenti difficili delle controversie iconoclaste. Niceta partecipò al concilio di Costantinopoli dell'879-880 che riabilitò il patriarca Fozio. La sigillografia ha restituito i nomi di diversi vescovi di Prusa, vissuti fra X e XII secolo.
Nel XIII secolo la diocesi venne elevata al rango di sede metropolitana, attestata per la prima volta nel 1232. Nonostante l'occupazione ottomana della Bitinia, sopravvisse una numerosa comunità cristiana, non solo di rito bizantino, ma anche di altri riti, soprattutto quello armeno. La metropolia di Bursa era ancora attiva all'inizio del Novecento, con giurisdizione su circa 6000 fedeli greco-ortodossi. La comunità scomparve in seguito alla guerra greco-turca e agli accordi del trattato di Losanna del 1923 che impose obbligatoriamente lo scambio delle popolazioni tra Grecia e Turchia. La sede tuttavia non è mai stata canonicamente soppressa dal patriarcato.
Durante il patriarcato di Bartolomeo di Costantinopoli, sono state riacquistate, restaurate e riaperte al culto alcune chiese dell'antica metropolia. Nel 2019 è stata celebrata a Bursa, per la prima volta dopo quasi un secolo, una divina liturgia nella chiesa di San Basilio. Oggi la metropolia è censita tra le diocesi attive del patriarcato sul territorio turco, benché quasi spopolata.

## Cronotassi dei vescovi e metropoliti

### Periodo romano e bizantino
- Sant'Alessandro †[15]
- San Patrizio †
- Esichio † (menzionato nel 325)
- San Timoteo † (circa 361/363)
- Eustazio † (menzionato nel 381)
- Pietro † (menzionato nel 431)
- Stefano † (menzionato nel 458/459 circa)
- Teoctisto † (menzionato nel 553)
- Policronio † (menzionato nel 680)
- Teodoro † (menzionato nel 787)
- Leone † (menzionato nell'832)[16]
- Giovanni † (dopo l'843)[17]
- Niceta † (menzionato nell'879)
- Cosma † (X-XI secolo)[18]
- Stefano † (X-XI secolo)[19]
- Sisinnio † (XI secolo)[20]
- Massimo † (seconda metà del XII secolo)[21]
- Leonzio † (menzionato nel 1232)[22]
- Nicola † (menzionato nel 1256)[23]
- Neofito † (menzionato nel 1285)[24]
- Giovanni † (menzionato nel 1294)[25]
- Nicola † (prima del 1315 - dopo il 1331)[26]

### Periodo ottomano e turco
- Ieroteo † (menzionato nel 1347)[27]
- Teodoreto † (menzionato nel 1416)[28]
- Metrofane † (menzionato nel 1467)
- Teodolo † (1467 - dopo il 1483/1484)
- Gregorio † (prima del 1565 - dopo gennaio 1580)
- Ioasaf † (maggio 1605 - 1634 dimesso)
- Crisante † (agosto 1634 - 1643 deceduto)
- Clemente † (giugno 1643 - 1654 o 1655 deceduto)
- Partenio † (gennaio 1655 - 1º maggio 1657 eletto patriarca di Costantinopoli)
- Melezio † (maggio 1657 - 1658 deposto)
- Gabriele † (1658 deposto)
- Dionisio † (1659 - 29 giugno 1662 eletto patriarca di Costantinopoli)
- Partenio † (1662 - ?) (per la seconda volta)
- Partenio † (1662 - prima di ottobre 1665 dimesso) (per la seconda volta)
- Antimo † (? - 1671)
- Callinico † (1671 o 1672 - 1688 eletto patriarca di Costantinopoli)
- Cirillo † (inizio del XVIII secolo)
- Daniele † (menzionato nel 1741)
- Melezio † (prima di aprile 1756 - 1777 eletto metropolita di Nicomedia)
- Teofilo † (menzionato nel 1782)
- Antimo † (? - 1807 deceduto)[29]
- Gioannizio † (agosto 1807 giugno 1817)
- Panareto † (giugno 1817 - aprile 1821 eletto metropolita di Nicomedia)
- Gerasimo Frydas † (aprile 1821 - settembre 1824 eletto metropolita di Adrianopoli)
- Nicodemo † (settembre 1824 - giugno 1833 deposto)
- Antimo Ioannidis † (giugno 1833 - 1º aprile 1837 eletto metropolita di Efeso)[30]
- Crisante Karamalis † (1º aprile 1837 - 1846 deceduto)
- Costanzo Kalogeras † (giugno 1846 - 21 febbraio 1870 deceduto)
- Nicodemo Kostantinidis † (2 aprile 1870 - gennaio 1886 deceduto)
- Natanaele Papanikas † (gennaio 1886 - 25 ottobre 1908 eletto metropolita di Nicopoli)
- Doroteo Mammelis † (25 ottobre 1908 - 6 marzo 1921 deceduto)
- Costantino Arampoglous † (10 febbraio 1922 - 8 maggio 1924 eletto metropolita di Derco)[31]
- Nicodemo Komninos † (24 maggio 1924 - 10 aprile 1935 deceduto)
- Policarpo Dimitriadis † (28 gennaio 1936 - 16 agosto 1953 deceduto)
- Dionisio Psiachas[32] † (21 luglio 2003 - 6 gennaio 2008 deceduto)
- Elpidoforo Labriniadis (marzo 2011 - 11 maggio 2019 eletto arcivescovo d'America)[33]
- Gioacchino Mpilis, dal 17 marzo 2021[34]